# Ramachandrapuram
Ramachandrapuram es una ciudad y  municipio situada en el distrito de Godavari Este en el estado de Andhra Pradesh (India). Su población es de 43657 habitantes (2011). Se encuentra a 28 km de Kakinada y a 152 km de Vijayawada. 

## Demografía
Según el censo de 2011 la población de Ramachandrapuram era de 43657 habitantes, de los cuales 21544 eran hombres y 22113 eran mujeres. Ramachandrapuram tiene una tasa media de alfabetización del 82,25%, superior a la media estatal del 67,02%: la alfabetización masculina es del 85,23%, y la alfabetización femenina del 79,35%.